# Franz Joseph Dietschy
Franz Joseph Dietschy (* 19. März 1770 in Pfaffenberg (heute zu Zell im Wiesental); † 26. August 1842 in Schinznach-Bad) war ein Schweizer Brauer, Unternehmer und Politiker. 1799 gründete er in Rheinfelden die Brauerei zum Salmen (ab 1892 Salmenbräu genannt), die bis 2002 existierte. Ausserdem war er Stadtammann von Rheinfelden und Mitglied des Grossen Rates des Kantons Aargau.

## Biografie

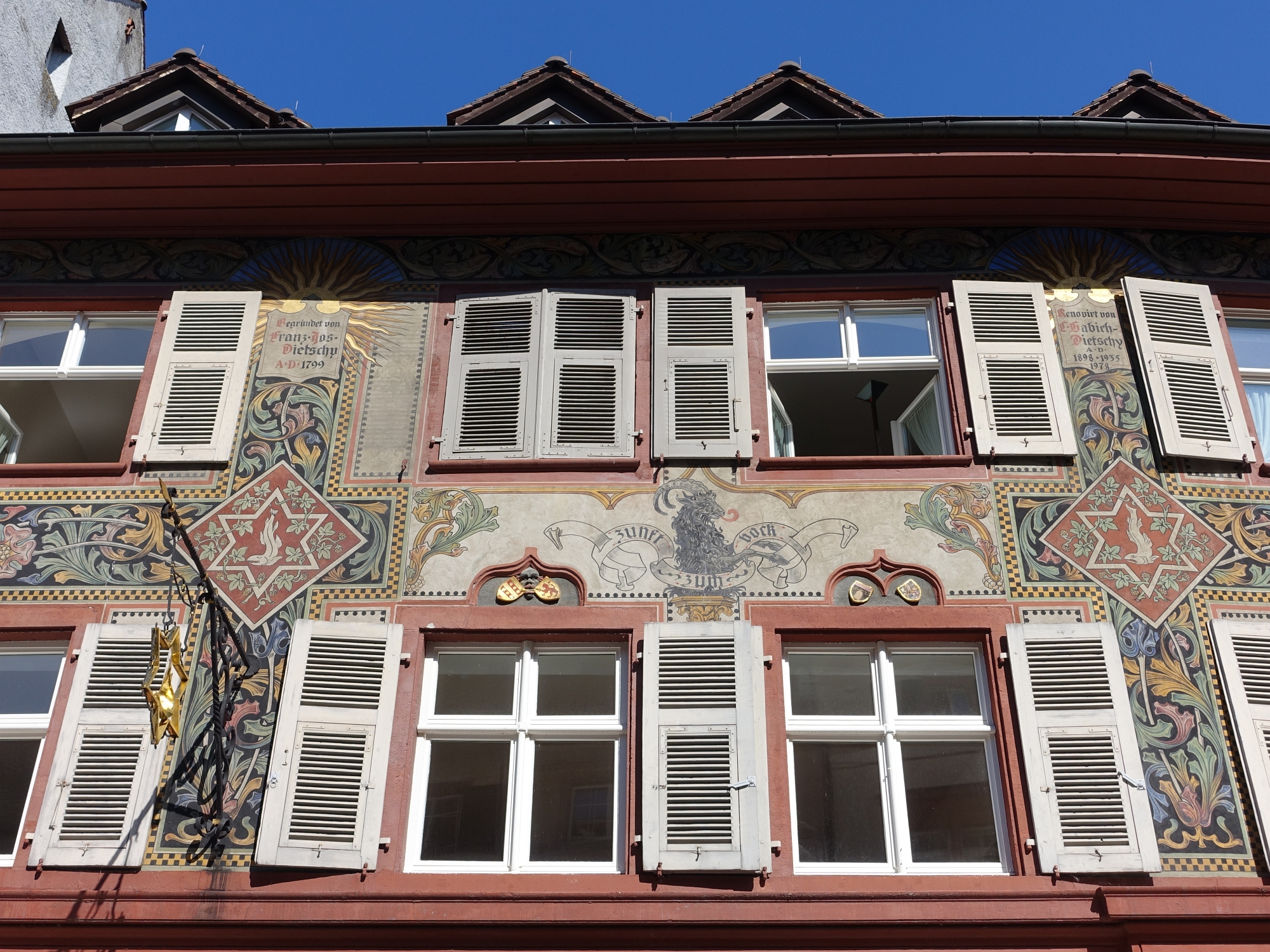
Salmenbräu, Rheinfelden

Dietschy wurde in Pfaffenberg geboren, einem Dorf in der zu Vorderösterreich gehörenden Herrschaft Schönau (heute ein Ortsteil der Stadt Zell im Wiesental). Er stammte aus einfachen kleinbäuerlichen Verhältnissen und besass eine geringe Volksschulbildung. Um 1791 zog er nach Rheinfelden, wo er zunächst als Schweinehändler tätig war. Am 5. Januar 1792 erhielt er das Bürgerrecht von Rheinfelden, wofür er 125 Gulden bezahlen musste und mehrere Sachleistungen zu erbringen hatte. 1799 erwarb er das Wirtshaus «zum Salmen» mitsamt dazugehörendem Braurecht. Dietschy braute nicht nur für den Eigenbedarf der angeschlossenen Gastwirtschaft, sondern war auf Marktexpansion bedacht und braute bald auch für andere Wirte in der Umgebung. Mit der Zeit reichte das Absatzgebiet bis nach Aarau, Basel, Liestal und Schopfheim.
Seine Profite steckte Dietschy in den Ausbau des Unternehmens sowie in den Erwerb von Grundbesitz. 1806 war die seit fast sechs Jahrhunderten bestehende Rheinfelder Johanniterkommende aufgelöst worden. Sieben Jahre später ersteigerte er den gesamten Besitz und stieg dadurch zum grössten Grundbesitzer im Fricktal auf. Nach und nach verlegte er die Produktion auf ein Gelände westlich der Altstadt, betrieb aber das Wirtshaus als solches weiter. Ab 1814 war Dietschy Mitglied des Gemeinderates, von 1826 bis 1838 amtierte er als Stadtammann. In dieser Funktion setzte er sich insbesondere für den Ausbau des Schulwesens ein. 1816 wurde er in den Grossen Rat gewählt, dem er bis zu seinem Tod angehörte. Dietschy vertrat gemässigt liberale Ansichten. Er trat für die Interessen des Fricktals ein, ebenso für die Verbesserung der wirtschaftlichen Grundlagen und für Toleranz bei kirchenpolitischen Fragen. 1831 gehörte er dem Verfassungsrat an, der eine neue Kantonsverfassung ausarbeitete.